# Hypolepis trichochlaena
Hypolepis trichochlaena là một loài thực vật có mạch trong họ Dennstaedtiaceae. Loài này được Mickel & Beitel miêu tả khoa học đầu tiên năm 1988.